# Ermida de Nossa Senhora das Dores (Fajã do Ouvidor)

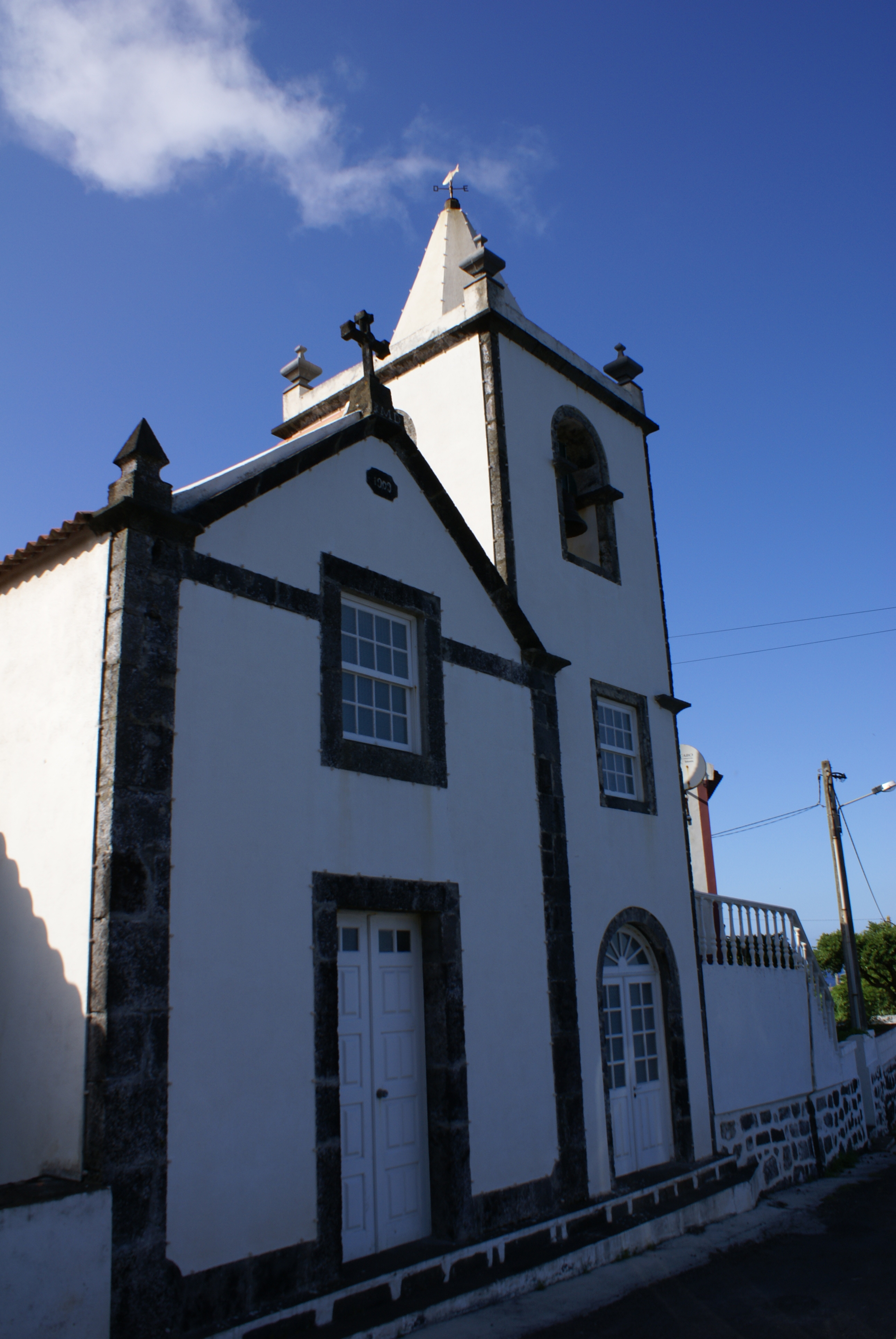
Igreja de Nossa Senhora das Dores, fachada.

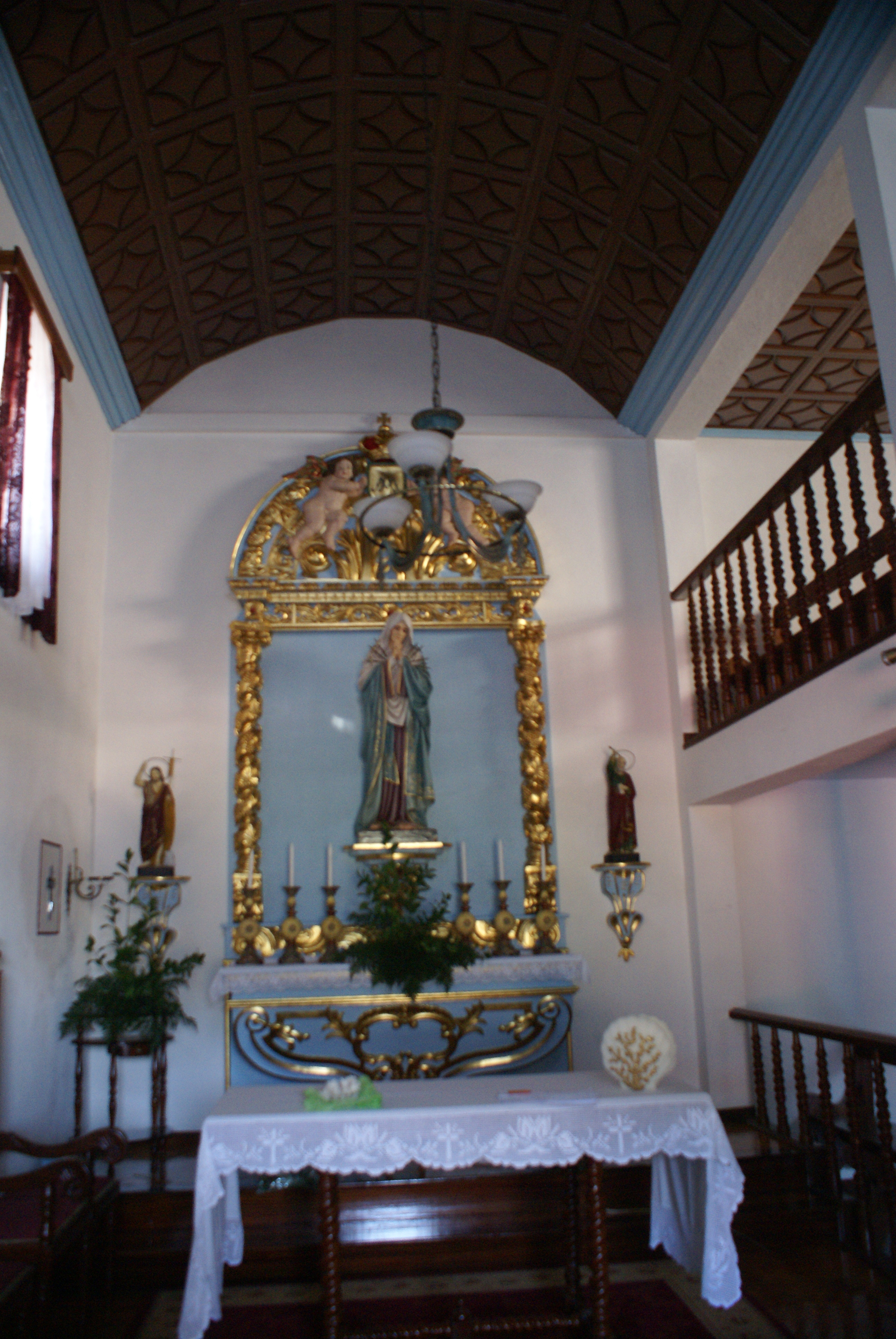
Igreja de Nossa Senhora das Dores, altar.

A Ermida de Nossa Senhora das Dores é uma ermida Portuguesa localizada na Fajã do Ouvidor, freguesia do Norte Grande, concelho de Velas, ilha de São Jorge.
Esta ermida teve a sua construção em 1903, apresenta um bom trabalho em cantaria de basalto negro onde se destaca o trabalho efectuado junto das portas e janelas. Por cima da referida porta de entrada apresenta uma Cruz também feita em pedra de basalto negro.
É dotada de uma torre sineira encimada por uma cúpula em pirâmide onde se eleva um catavento.
O interior com a imagem de Nossa Senhora das Dores no altar-mor apresenta-se simples, em tons de branco e azul celeste com algum trabalho em talha dourada. O madeiramento do tecto foi elaborado de forma a dar ao edifício um agradável aspecto ao manter a cor original da madeira.
A festa religiosa desta ermida é feita todos os anos no terceiro Domingo de Setembro.